# Cinclocerthia ruficauda
Cinclocerthia ruficauda là một loài chim trong họ Mimidae.

## Hình ảnh

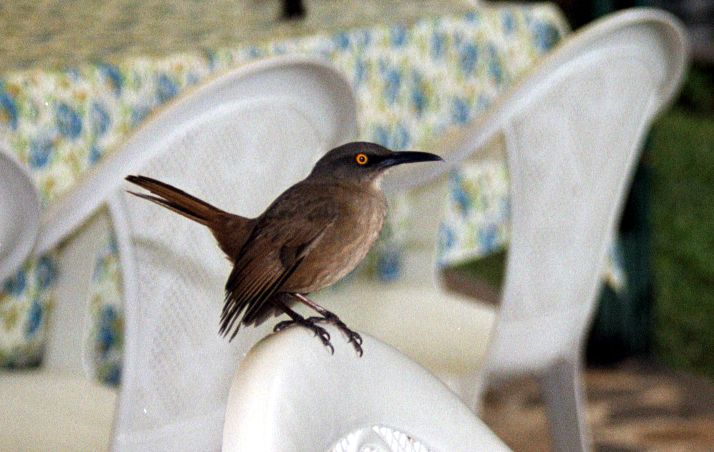
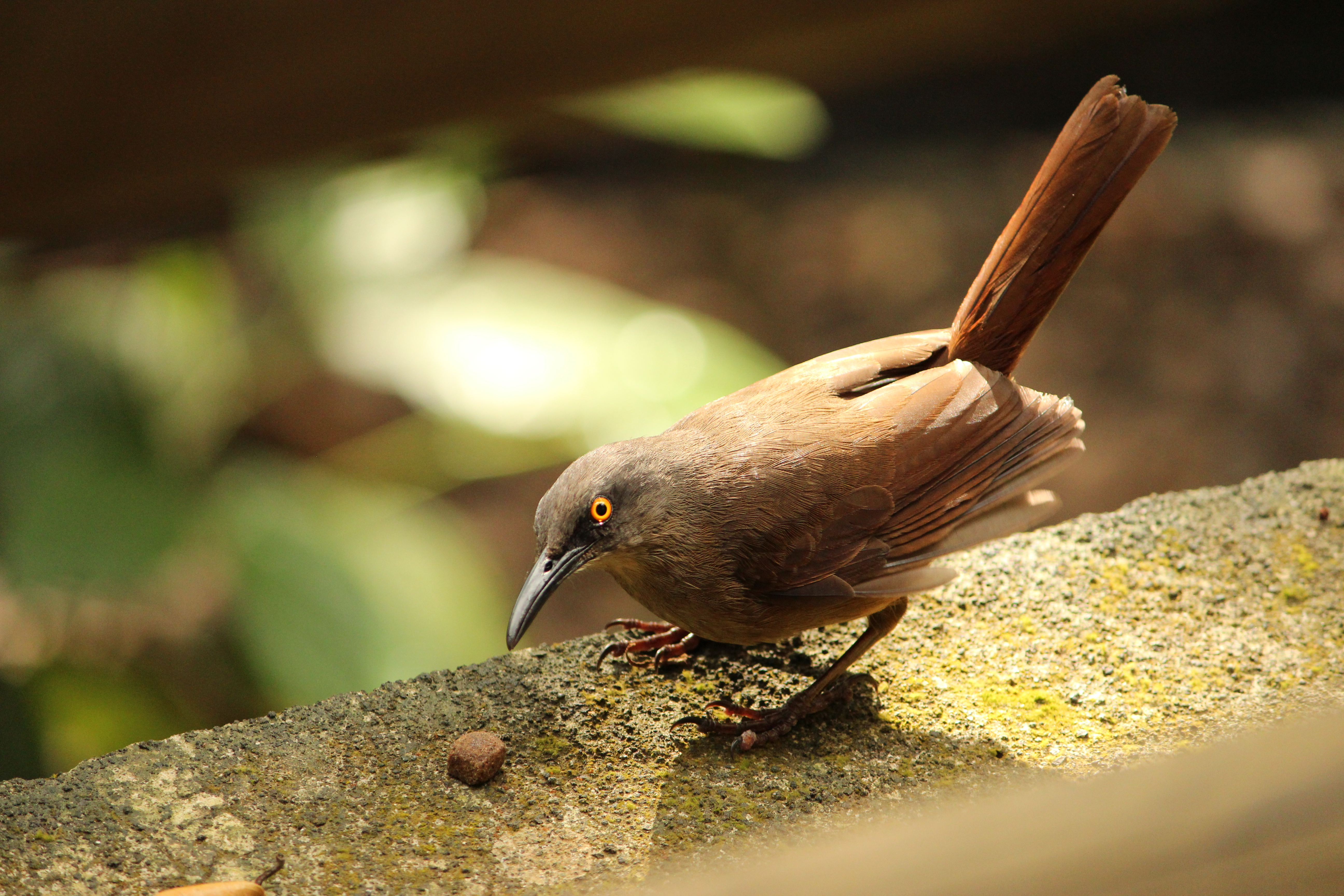